# 哈西法赫勒
31°36′19″N 3°40′27″E / 31.60528°N 3.67417°E

哈西法赫勒（阿拉伯语：‎），是阿爾及利亞的城鎮，位於該國中部蓋爾達耶省，由曼蘇拉區負責管轄，面積6,715平方公里，海拔高度379米，2008年人口3,651人，人口密度每平方公里0.5人。